# Шасе ле Ске
Шасе ле Ске (фр. Chassey-lès-Scey) насеље је и општина у источној Француској у региону Франш-Конте, у департману Горња Саона која припада префектури Везул.
По подацима из 2011. године у општини је живело 111 становника, а густина насељености је износила 25,34 становника/km². Општина се простире на површини од 4,38 km². Налази се на средњој надморској висини од 270 метара (максималној 254 m, а минималној 205 m).

## Демографија
| 1962. | 1968. | 1975. | 1982. | 1990. | 1999. | 2011. |
| ----- | ----- | ----- | ----- | ----- | ----- | ----- |
| 85    | 108   | 125   | 134   | 98    | 102   | 111   |

График промене броја становника у току последњих година